# Roosevelt Skerrit
Roosevelt Skerrit (Vieille Case, 8 giugno 1972) è un politico dominicense.
Il 7 gennaio 2004 diventa primo ministro del suo Paese. Fu ministro dell'istruzione nel governo Pierre Charles, deceduto il 6 gennaio 2004.
Ha studiato presso l'Università del Mississippi ed è uno tra i più giovani governanti del mondo. È membro del Partito Laburista di Dominica.